# مهدی خداپناه
مهدی خداپناه (زادهٔ ۱۳۴۵ خورشیدی، در تهران - ایران) هنرمند خوش‌نویس ایرانی است.

## زندگی
مهدی خداپناه متولد ۱۳۴۵ در تهران، از هنرمندان و خوشنویسان معاصر ایران است. وی از سال ۱۳۵۷ در شهر کرج زندگی می‌کند. وی شروع فعالیت هنری خود را از سال ۱۳۶۱ و به‌طور جدی از سال ۱۳۶۸ با انجمن خوشنویسان کرج آغاز کرد. او طی دوره‌های گوناگون، نستعلیق را نزد اساتیدی چون غلامحسین امیرخانی، رضا منوری و حمیدعجمی، خط ثلث را نزد حسین آقانوری و گل و مرغ و تذهیب را نزد دکتر محمدباقر آقامیری فرا گرفته‌است. یکی از آثار برجسته استاد خداپناه خلق نقاشی‌های کتاب رباعیات خیام با همکاری انتشارات هلیا است که در تمام صفحات آن از تصویر و تابلو خط در کنار رباعی‌ها استفاده شده است.
مهدی خداپناه در سال‌های ۱۳۶۸، ۱۳۶۹، ۱۳۷۰ و ۱۳۷۱ رتبه اول نمایشگاه انجمن خوشنویسان کرج را از آن خود کرد. وی از سال ۱۳۷۲ در انجمن خوشنویسان کرج به عنوان مدرس خوشنویسی مشغول شد. همچنین در دوسالانهٔ نگارگری سال‌های ۱۳۹۳ و ۱۳۹۵، داوری تشعیر و نگارگری را بعهده داشت. در سال ۱۳۷۹ آموزشگاه آزاد خوشنویسی و تذهیب بهار را با درجه ۱ هنری تأسیس و در سال‌های ۱۳۸۵، ۱۳۸۶ و ۱۳۸۸ عنوان آموزشگاه برتر کشور و آموزشگاه ویژه برتر کشور را از آن خود کرد.
وی نمایشگاه‌های زیادی از آثار خود در داخل و خارج از کشور برگزار کرده از جمله نمایشگاه نقاشیخط در کوالالامپور

## آثار
- تذهیب و گل و مرغ کتاب قرآن | انتشارات روزنه چاپ اول ۱۳۸۲ ـ چاپ دوم ۱۳۸۶
- تذهیب و گل و مرغ کتاب حافظ | انتشارات پژوهش ۱۳۸۶
- خوشنویسی تابلو خط‌های کتاب نهج البلاغه | انتشارات پیام عدالت ۱۳۹۳
- خوشنویسی تابلو خط‌های کتاب فرمان نامه حضرت علی به مالک اشتر | انتشارات پیام عدالت ۱۳۹۳
- خوشنویسی تابلو خط‌های کتاب دیوان حافظ | انتشارات پیام عدالت ۱۳۹۳
- خوشنویسی تابلو خط‌های کتاب رباعیات شمس تبریزی | انتشارات هلیا ۱۳۹۳
- خوشنویسی تابلو خط‌های کتاب مثنوی معنوی مولوی   انتشارات هلیا ۱۳۹۳
- خوشنویسی تابلو خط‌های کتاب رباعیات شمس تبریزی ۲   انتشارات هلیا ۱۳۹۳
- طراحی و تدوین نرم‌افزار آموزش تذهیب به صورت مالتی مدیا ۱۳۹۳
- خوشنویسی تابلو خط‌های کتاب رباعیات بابا طاهر   انتشارات هلیا ۱۳۹۴
- خوشنویسی تابلو خط‌های کتاب خیام انتشارات هلیا ۱۳۹۴
- خوشنویسی تابلو خط‌های کتاب حافظ، سعدی، بابا طاهر، خیام   انتشارات پیام عدالت ۱۳۹۵
- چاپ و انتشار پوستر و کارت پستال
- خوشنوبیسی تابلو خط‌های کتاب رباعیات خیام انتشارات هلیا 1399

## رساله‌ها
- رساله آموزشی هنر تذهیب
- رساله تخصصی شناخت و ساخت کاغذهای دست ساز و صنعتی
- رساله ۴جلدی آموزش هنر گل و مرغ
- رساله تخصصی رنگ آمیزی سنتی کاغذهای دست ساز